# Ravens and lullabies
Ravens and lullabies is een studioalbum van Oliver Wakeman en Gordon Giltrap. 
Wakeman moest in 2011 het veld ruimen binnen Yes. Die band koos weer voor een van hun “oudere” leden, Geoff Downes. De loopbaan van Giltrap zat al jaren in het slop met albums die matig verkochten. Het platenlabel Esoteric Recordings, dat gespecialiseerd is in progressieve rock van de oude stempel, bracht beide heren samen voor dit album en een drietal kleine tournees.
De opnamen voor dit album vonden plaats in verschillende geluidsstudios waarbij de vraag is of de heren elkaar tijdens de opnamen wel ontmoet hebben. Wakeman nam op in zijn Opus Suite; Giltrap in Elversound en Opus Suite. Zang en drums werden opgenomen in The Thin Ice studio van Karl Groom, Benoit zat nog in Quebec, Canada. Karl Groom had een stevige invloed op het geluid van de band. Hij is de partner-in-crime van Clive Nolan van Arena en mede-eigenaar van die studio. Paul Manzi werd na dit album de zanger van die band en Johanne James is de drummer van Grooms eigen band Threshold. Manzi zong daarvoor al een aantal jaren in de band van Oliver Wakeman. Wakeman laat af en toe de stijl van zijn grote voorbeeld zijn vader Rick Wakeman horen. David en Oliver Wakeman kennen er elkaar uit Yes.
Gordon Giltrap nam ook al een album op Oliver Wakemans vader Rick: From Brush and Stone

## Musici
- Oliver Wakeman – toetsinstrumenten, achtergrondzang
- Gordon Giltrap – gitaar
- Paul Manzi – zang
- Benoît David – zang (3)
- Steve Amadeo – basgitaar
- Johanne James – slagwerk en percussie

## Muziek
Het album werd uitgegeven in een aantal versies. Onderstaand overzicht is van de luxe uitgave met een tweede compact disc. Deze bevat live-opnamen uit 2012 (track 1-5), Wakeman en Giltrap als duo (6,7) en van de band (8).

| Nr. | Titel                                    | Duur  |
| --- | ---------------------------------------- | ----- |
| 1.  | Moneyfacturring (Giltrap, Wakeman)       | 4:10  |
| 2.  | Fiona’s smile (Giltrap)                  | 3:01  |
| 3.  | From the turn of a card (Wakeman)        | 3:47  |
| 4.  | LJW (Wakeman)                            | 4:08  |
| 5.  | Maybe tomorrow (Giltrap, Wakeman)        | 3:26  |
| 6.  | Wherever there was beauty (Giltrap)      | 2:40  |
| 7.  | Is this the last song I write? (Wakeman) | 10:02 |
| 8.  | A Mayfair kiss (Wakeman)                 | 2:55  |
| 9.  | Anyone can fly (Giltrap, Wakeman)        | 4:48  |
| 10. | A perfect day (Wakeman)                  | 2:41  |
| 11. | Credit carnival (Wakeman)                | 5:38  |
| 12. | One for Billie (Giltrap)                 | 2:11  |
| 13. | Ravens will fly away (Giltrap, Wakeman)  | 4:50  |

| Nr. | Titel                                                | Duur |
| --- | ---------------------------------------------------- | ---- |
| 1.  | Nature’s way (Wakeman)                               | 5;42 |
| 2.  | Isabella’s wedding (Giltrap)                         | 4:19 |
| 3.  | Progress of the soul (Wakeman)                       | 4:44 |
| 4.  | On camber sands (Giltrap)                            | 3:59 |
| 5.  | Lutey and the mermaid (Wakeman)                      | 2:55 |
| 6.  | Praeludium (Johann Sebastian Bach, Giltrap, Wakeman) | 4:51 |
| 7.  | The forgotten king (Wakeman)                         | 3:03 |
| 8.  | Roots (Giltrap)                                      | 4:30 |